# Charles Leplae
Charles Leplae, (Leuven, 4 juni 1903 - Ukkel (Brussel), 19 september 1961), was een Belgische beeldhouwer, medailleur en tekenaar.

## Biografie
Charles Leplae werd geboren in een Leuvense universiteitsfamilie. Zijn vader Edmond Leplae, hoogleraar aan de faculteit van Landbouwwetenschappen en directeur-generaal bij het ministerie van Koloniën, was de initiatiefnemer van het wetenschappelijk onderzoek in tropische landbouw. Charles leek daardoor voorbestemd voor academische carrière. In de Eerste Wereldoorlog verbleef het gezin in Oxford. Na zijn studie rechten aan de Universiteit van Leuven in 1926 Op aanraden van Paul en Luc Haesaerts volgde Leplae een opleiding tekenen en beeldhouwen aan de Academie te Leuven. In 1929 kreeg hij, als doctor in de rechten, een studiebeurs van de Rubens Foundation, waarmee hij negen maanden in Parijs kon verblijven. Hier volgde hij les bij Charles Despiau. Ook ontmoette hij in Parijs Ossip Zadkine, wiens leer bepalend zou worden voor zijn vorming.
In 1932 vestigde hij zich in Brussel en werd lid van de Vrije Academie van België (Stichting Picard). Tot zijn vrienden behoorden Edgard Tytgat, George Grard en Henri Lenaerts. Leplae reisde veel door Frankrijk, Denemarken, Belgisch Congo, Griekenland en Egypte. Zijn werk bestaat voor een groot deel uit mensfiguren.
In 1947 bekwaamde hij zich in Italië als medailleur, waardoor hij later bekend zou worden. In 1957 maakte hij bijvoorbeeld André Gilson en een jaar later maakte hij de medaille Voor een meer humane wereld' voor de Wereldtentoonstelling van Brussel in 1958.
Leplae overleed in 1961 toen het model Ruiterstandbeeld van koning Albert I van België bijna klaar was om gegoten te worden.

## Werk (selectie)
- Ruiterstandbeeld van koning Albert I van België - Luik (1964)
- Luco , Emmalaan Utrecht (1964)
- Empuse - Koninklijk Museum voor Midden-Afrika in Tervuren (1955-1958)
- Meisje met geborduurd lijfje - Universiteit van Luik, Openluchtmuseum van Sart-Tilman (1954)
- Danseresjes - Laan 1940-1945, Hilversum (1953)

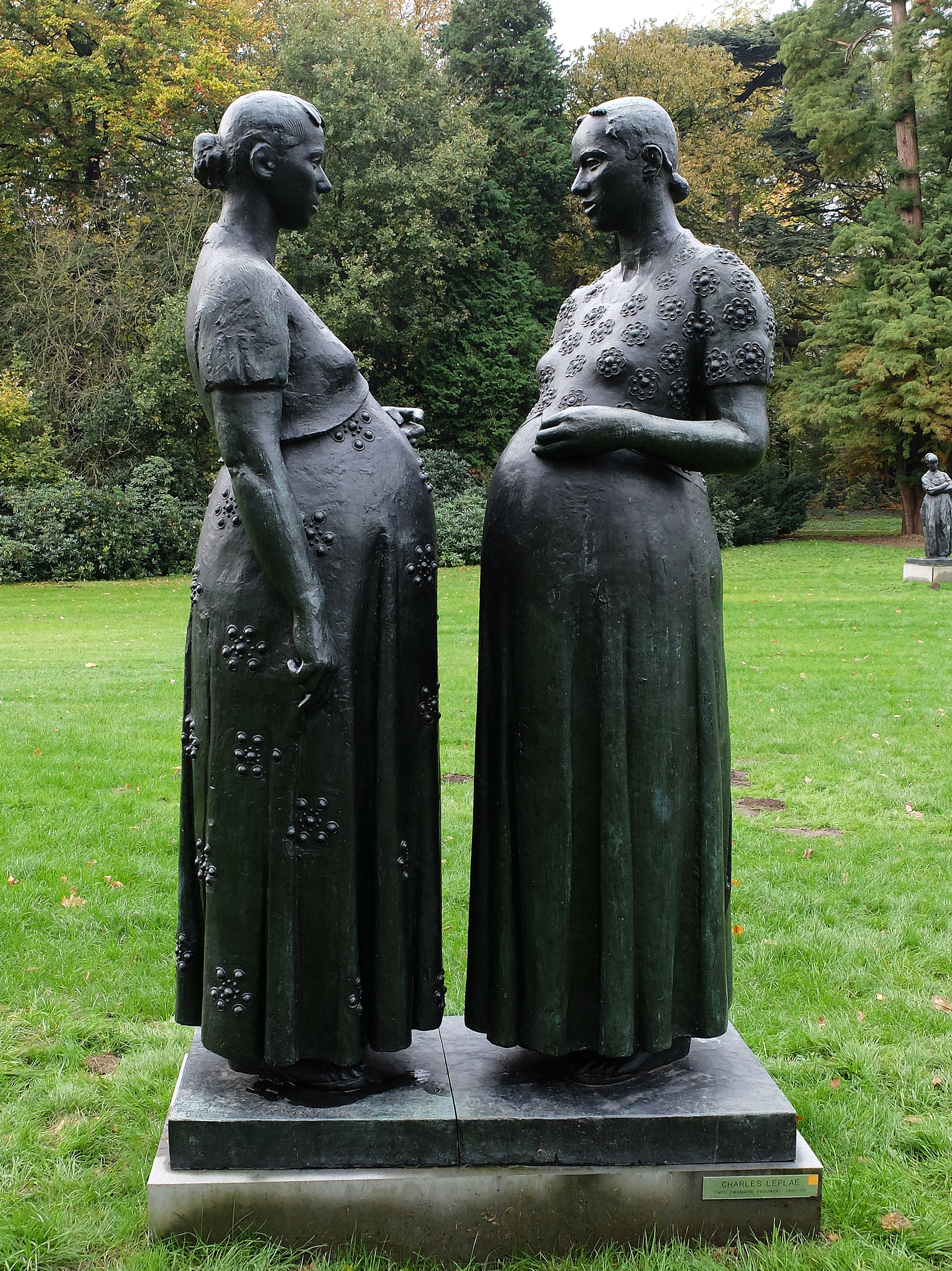
Twee Zwangere Vrouwen - Middelheimmuseum (1952-1953)
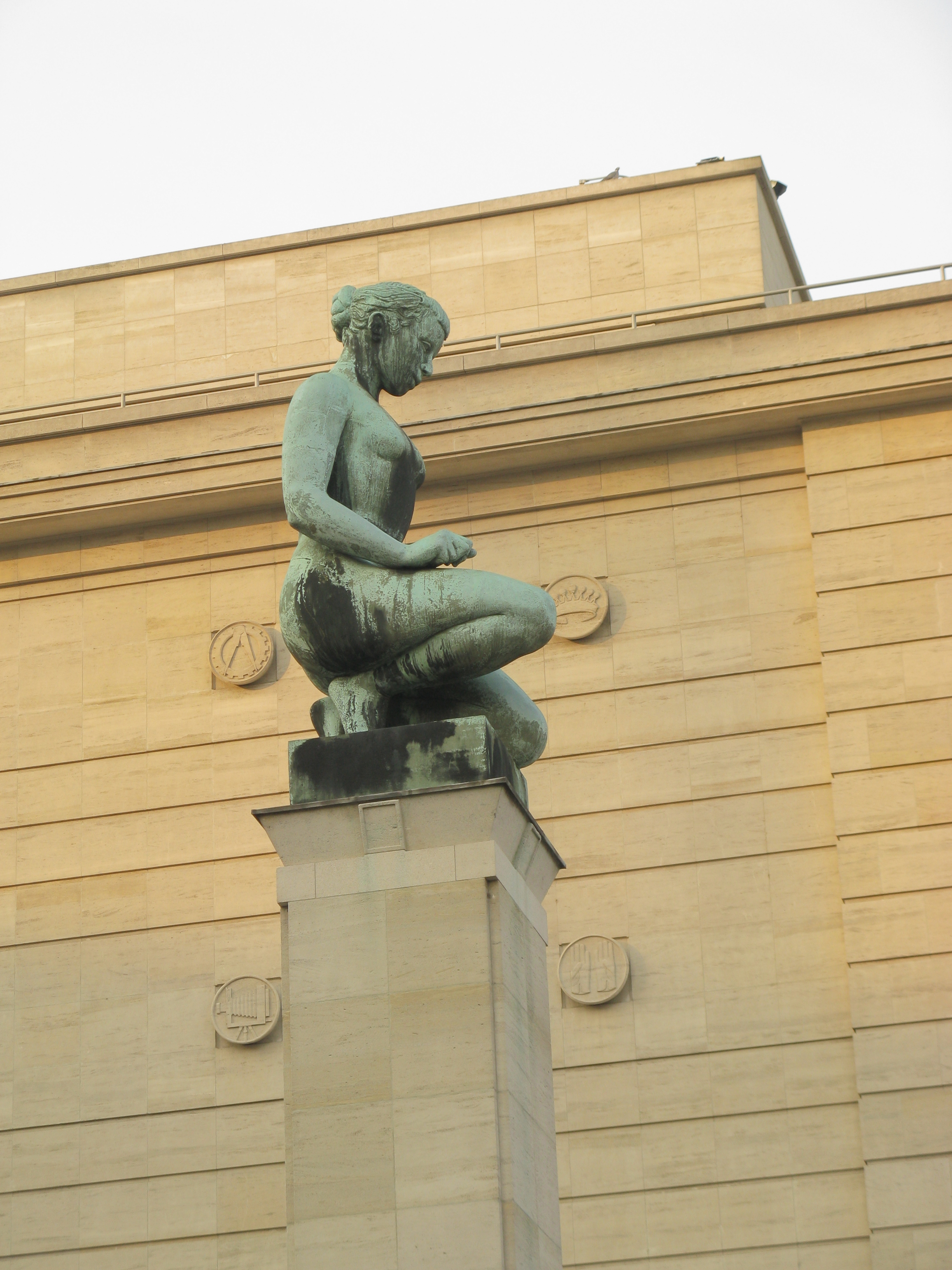
Knielend Meisje - Brussel, Nationale Bank van België, boulevard van Berlaimont (1952)
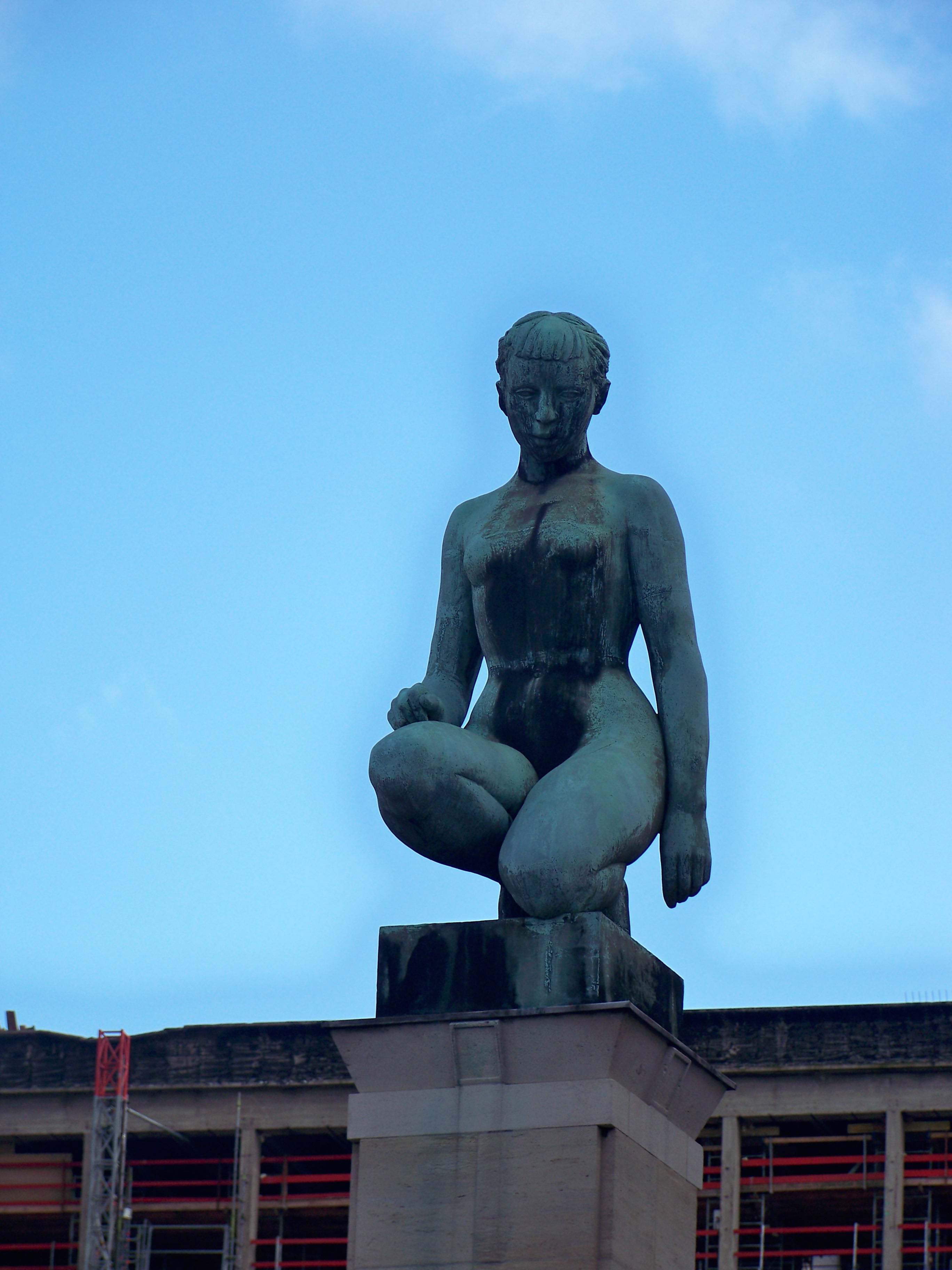
Eenzaam
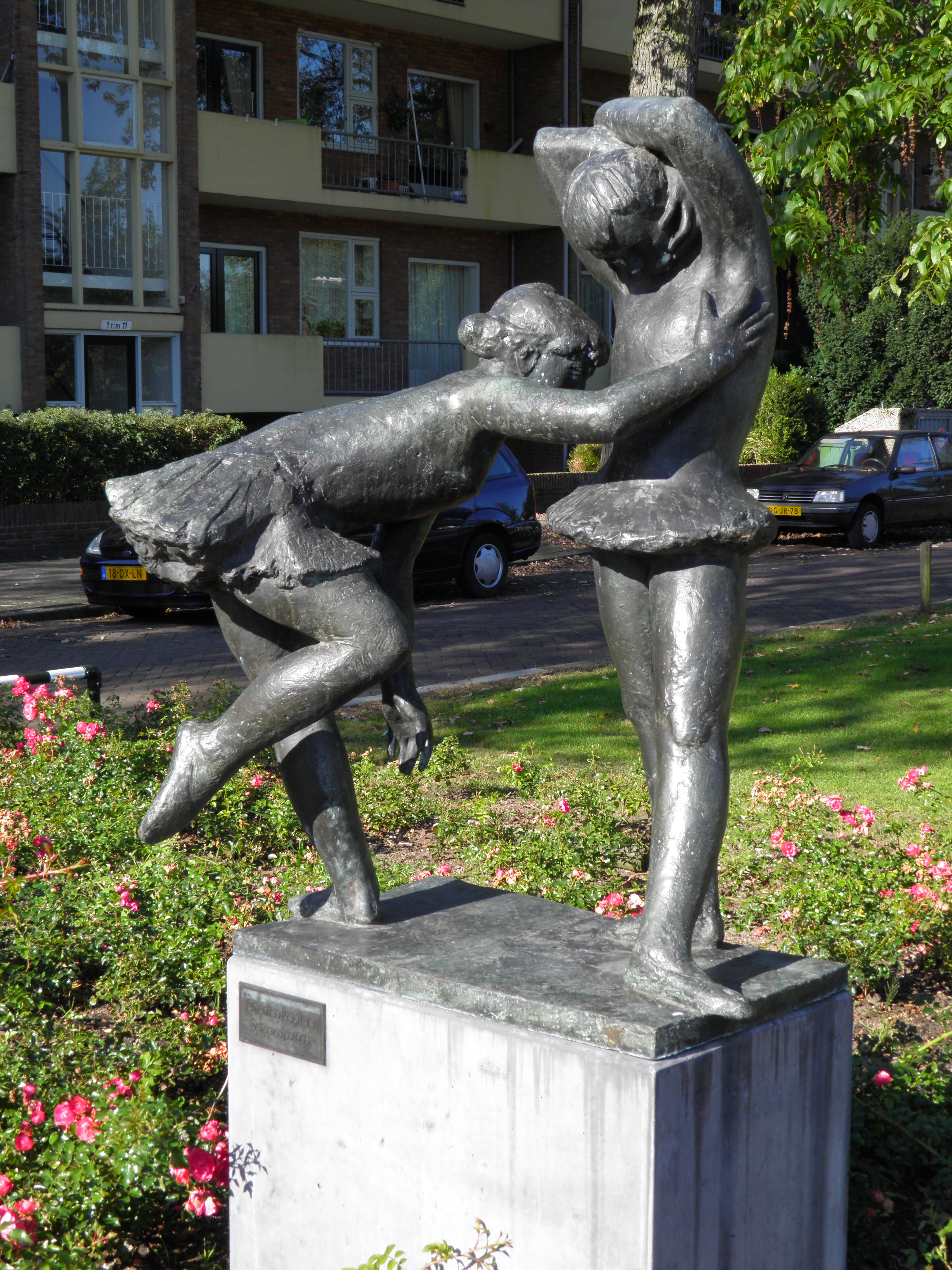
Danseresjes
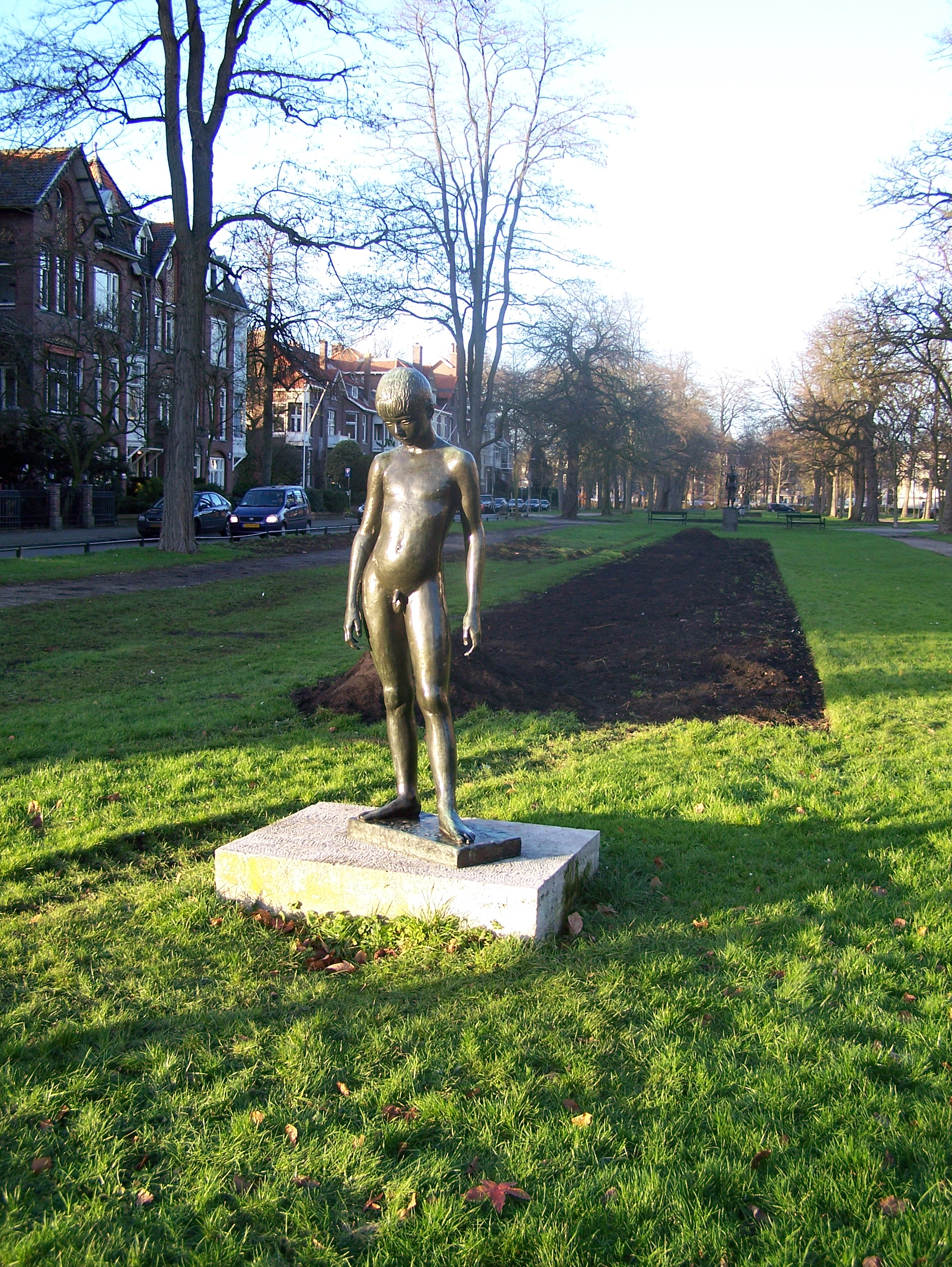
Luco

- Knielend Meisje - Universiteit van Luik, Openluchtmuseum van Sart-Tilman (1951)
- Meisje met geborduurd lijfje - Museum voor Schone Kunsten, Antwerpen (1949)[2]
- Zittende Man - Watermael-Boitsfort - Stade des trois Tilleuls (1949)
- Zittende man - Koninklijke Musea voor Schone Kunsten van België, Brussel (1948)
- Ontmoeting - Museum van Middelheim, Antwerpen (1946-1948)
- De Adolescent - Museum van Middelheim, Antwerpen (1944)
- Torso van een jonge vrouw - Museum van Kopenhagen (1940)
- Gabrielle - Museum van Ixelles, Museum van Algiers (1935)
- La ville (hout met spiegelinleg) - Koninklijke Musea voor Schone Kunsten van België, Brussel (1925-1926)

## Tentoonstellingen
- Charles Leplae sculptures dessins écrite Elsene, Museum voor Schone Kunsten (1977)
- Internationale tentoonstelling hedendaagse penningkunst, Deurne, Museum Sterckxhof (1959}
- Internationale Ausstellung Zeitgenossischen Medaillen, Wenen, Oberes Belvedere (1959)
- Keramiektentoonstelling samen met Pierre Caille in Museum Boymans te Rotterdam (1947)
- Les médailleur's belges contemporains, Luxemburg, Musées d'histoire (1946)
- Wereldtentoonstelling Parijs (1937)
- Wereldtentoonstellingen van Brussel (1935)